# ألبا باريتي
ألبا باريتي (بالإيطالية: Alba Parietti)‏ (ولدت 2 يوليو 1961 في تورينو) هي ممثلة ومذيعة وعارضة إيطالية.
بدأت مهنتها بظهورها في مسرحية The Importance of Being Earnest من تأليف أوسكار وايلد عام 1977. علي الرغم من ظهورها المبكر في التلفزيون في عام 1975، إلا انها لم تصبح وظيفتها إلا عام 1983.

## أفلامها
| الفيلم                     | العام |
| -------------------------- | ----- |
| Sapore di Mare             | 1983  |
| Bye Bye Baby               | 1988  |
| Abbronzatissimi            | 1991  |
| Saint Tropez, Saint Tropez | 1992  |
| Il Macellaio               | 1998  |
| Paparazzi                  | 1998  |

## وصلات خارجية
- ألبا باريتي على موقع IMDb (الإنجليزية)
- ألبا باريتي على موقع روتن توميتوز (الإنجليزية)
- ألبا باريتي على موقع ميوزك برينز (الإنجليزية)
- ألبا باريتي على موقع أول موفي (الإنجليزية)
- ألبا باريتي على موقع ديسكوغز (الإنجليزية)
- ألبا باريتي على موقع قاعدة بيانات الفيلم (الإنجليزية)

صفحتها على imdb